# Snorri Einarsson
Snorri Einarsson (* 21. Februar 1986 in Alta) ist ein isländischer Skilangläufer, der bis 2016 für Norwegen antrat.

## Werdegang
Einarsson gab im März 2010 beim 50-km-Freistil-Massenstartrennen in Oslo sein Debüt im Weltcup und belegte dort Rang 32. Im Dezember 2010 trat er zur Tour de Ski 2010/11 an, die er als 30. beendete. Dabei konnte er auf der 20-km-Massenstartetappe in Val di Fiemme, die in der klassischen Technik ausgetragen wurde, Platz 18 erreichen. Eine weitere Punkteplatzierung gelang Einarsson bei der Tour de Ski 2012/13, bei der er auf der Sprintetappe in Val Müstair Rang 29 erreichte; zur anschließenden Verfolgungsetappe trat er jedoch nicht an und beendete die Tour damit nicht. Bei den Norwegischen Meisterschaften 2012 in Voss gewann er Silber im 30-km-Skiathlonrennen. Im Scandinavian Cup, bei dem er zudem ein Rennen gewann, belegte er in der Saison 2009/10 den fünften Platz und 2012/13 den zweiten Rang in der Gesamtwertung. Seit 2016 startet er für Island und belegte bei den Nordischen Skiweltmeisterschaften 2017 in Lahti den 43. Platz über 15 km klassisch sowie den 39. Rang im Skiathlon. Im folgenden Jahr lief er bei den Olympischen Winterspielen in Pyeongchang über 15 km Freistil und im Skiathlon jeweils auf den 56. Platz und siegte im März 2018 beim Blåvegenløpet über 45 km klassisch. Im April 2018 wurde er in Reykjavík isländischer Meister über 10 km klassisch und im 15-km-Massenstartrennen und im April 2019 in Ísafjörður Meister über 10 km Freistil, im 15-km-Massenstartrennen und im Sprint. Bei den Nordischen Skiweltmeisterschaften 2019 in Seefeld in Tirol belegte er den 43. Platz über 15 km klassisch, den 37. Rang im Skiathlon und den 18. Platz im 50-km-Massenstartrennen.
In der Saison 2020/21 kam Einarsson auf den 58. Platz beim Ruka Triple und auf den 41. Rang bei der Tour de Ski 2021 und lief bei den Nordischen Skiweltmeisterschaften 2021 in Oberstdorf auf den 59. Platz über 15 km Freistil, auf den 57. Rang im Skiathlon und auf den 27. Platz zusammen mit Isak Stianson Pedersen im Teamsprint. Im April 2021 gewann er den Fossavatnsgangan. In der folgenden Saison siegte er erneut beim Fossavatnsgangan und belegte bei den Olympischen Winterspielen 2022 in Peking den 36. Platz über 15 km klassisch, den 29. Rang im Skiathlon sowie den 23. Platz im 50-km-Massenstartrennen. Zudem errang er dort zusammen mit Isak Stianson Pedersen den 19. Platz im Teamsprint.

## Siege bei Continental-Cup-Rennen
| Nr. | Datum            | Ort     | Disziplin                  | Serie            |
| --- | ---------------- | ------- | -------------------------- | ---------------- |
| 1.  | 8. Dezember 2007 | Bozeman | 1 km Sprint klassisch      | US Super Tour    |
| 2.  | 24. Februar 2013 | Inari   | 30 km Freistil Massenstart | Scandinavian Cup |

## Teilnahmen an Weltmeisterschaften und Olympischen Winterspielen

### Olympische Spiele
- 2018 Pyeongchang: 53. Platz 30 km Skiathlon, 53. Platz 15 km Freistil
- 2022 Peking: 19. Platz Teamsprint klassisch, 23. Platz 50 km Freistil Massenstart, 29. Platz 30 km Skiathlon, 36. Platz 15 km klassisch

### Nordische Skiweltmeisterschaften
- 2009 Liberec: 47. Platz 30 km Skiathlon
- 2011 Oslo: 6. Platz 15 km klassisch, 11. Platz Staffel, 22. Platz 30 km Skiathlon, 45. Platz 50 km Freistil Massenstart
- 2013 Val di Fiemme: 6. Platz Teamsprint Freistil, 9. Platz Staffel, 18. Platz 15 km Freistil, 21. Platz 15 km Skiathlon, 24. Platz 50 km klassisch Massenstart
- 2017 Lahti: 37. Platz 30 km Skiathlon, 41. Platz 15 km klassisch
- 2019 Seefeld in Tirol: 18. Platz 50 km Freistil Massenstart, 37. Platz 30 km Skiathlon, 43. Platz 15 km klassisch
- 2021 Oberstdorf: 27. Platz Teamsprint klassisch, 57. Platz 30 km Skiathlon, 59. Platz 15 km Freistil
- 2023 Planica: 15. Platz 50 km klassisch Massenstart, 22. Platz Teamsprint klassisch, 22. Platz 15 km Freistil, 28. Platz 30 km Skiathlon

## Platzierungen im Weltcup

### Weltcup-Statistik
Die Tabelle zeigt die erreichten Platzierungen im Einzelnen.
- 1.–3. Platz: Anzahl der Podiumsplatzierungen
- Top 10: Anzahl der Platzierungen unter den ersten zehn
- Punkteränge: Anzahl der Platzierungen innerhalb der Punkteränge
- Starts: Anzahl gelaufener Rennen in der jeweiligen Disziplin
- Hinweis: Bei den Distanzrennen erfolgt die Einordnung gemäß FIS.

| Platzierung               | Distanzrennen a | Distanzrennen a | Distanzrennen a | Distanzrennen a | Distanzrennen a | Skiathlon Verfolgung | Sprint | Etappen- rennen b | Gesamt | Team   | Team    |
| Platzierung               | ≤ 5 km          | ≤ 10 km         | ≤ 15 km         | ≤ 30 km         | > 30 km         | Skiathlon Verfolgung | Sprint | Etappen- rennen b | Gesamt | Sprint | Staffel |
| ------------------------- | --------------- | --------------- | --------------- | --------------- | --------------- | -------------------- | ------ | ----------------- | ------ | ------ | ------- |
| 1. Platz                  |                 |                 |                 |                 |                 |                      |        |                   |        |        |         |
| 2. Platz                  |                 |                 |                 |                 |                 |                      |        |                   |        |        |         |
| 3. Platz                  |                 |                 |                 |                 |                 |                      |        |                   |        |        |         |
| Top 10                    |                 |                 |                 |                 |                 |                      |        |                   |        |        |         |
| Punkteränge               |                 | 1               | 5               | 1               | 2               | 3                    | 1      | 2                 | 15     |        |         |
| Starts                    | 2               | 4               | 29              | 2               | 7               | 18                   | 20     | 8                 | 90     |        |         |
| Stand: Saisonende 2022/23 |                 |                 |                 |                 |                 |                      |        |                   |        |        |         |

### Weltcup-Gesamtplatzierungen
| Saison  | Gesamt | Gesamt | Distanz | Distanz | Sprint | Sprint |
| Saison  | Punkte | Platz  | Punkte  | Platz   | Punkte | Platz  |
| ------- | ------ | ------ | ------- | ------- | ------ | ------ |
| 2010/11 | 17     | 125.   | 13      | 83.     | -      | -      |
| 2012/13 | 2      | 165.   | -       | -       | 2      | 106.   |
| 2017/18 | 19     | 111.   | 11      | 84.     | -      | -      |
| 2018/19 | 12     | 121.   | 12      | 84.     | -      | -      |
| 2019/20 | 17     | 108.   | 17      | 63.     | -      | -      |
| 2020/21 | 6      | 133.   | 1       | 93.     | -      | -      |
| 2021/22 | 3      | 153.   | 3       | 90.     | -      | -      |
| 2022/23 | 8      | 178.   | 8       | 113.    | -      | -      |